# Мігель Дуран
Мігель Дуран (ісп. Miguel Durán; нар. 2 вересня 1995) — іспанський плавець.
Учасник Олімпійських Ігор 2016 року.